# V-统计量
V-统计量是von Mises统计量的简称，以奥地利数学家Richard von Mises命名，其在统计学的估计理论中出现。
V-统计量与U-统计量形式相似，且统计性质上有紧密联系。每个V-统计量对应一个U-统计量，很多情况下，V-统计量的渐近分布，只是相应的U-统计量的渐近分布经过一些修饰的版本。

## 定义
定义 {\displaystyle h(x_{1},\ldots ,x_{r}):\mathbb {R} ^{r}\to \mathbb {R} } 为一个函数，其具有对称性，即交换任意 {\displaystyle x_{i},x_{j}} 的位置，{\displaystyle h} 的值保持不变。对随机变量 {\displaystyle X_{1},\ldots ,X_{n}} ，基于 {\displaystyle h} 的V-统计量定义如下： 
{\displaystyle V_{n}={\frac {1}{n^{r}}}\sum _{1\leq \{i_{1},\ldots ,i_{r}\}\leq n}h(X_{i_{1}},\ldots ,X_{i_{r}})}
这里，{\displaystyle h(\cdot )} 称为V-统计量的核函数（Kernel function），而核函数的维数 {\displaystyle r} 称为该V-统计量的度（degree）。

### 与U-统计量的区别
上述定义中，求和下标 {\displaystyle i_{1},\ldots ,i_{r}} 互相之间不必两两不同，这是V-统计量与U-统计量唯一的区别。

## 性质
V-统计量和U-统计量是渐近等价的，也就是说，当 {\displaystyle n} 较大时，应用中一般不必区分两者。
V-统计量用作参数估计时，一般是有偏的。但因其和U-统计量的渐近等价性，这种偏差在大样本情形下可以忽略。